# Renate Hünlich
Renate Hünlich (* 2. September 1927 in Oberschlesien; † 6. Januar 2014) war eine deutsche Theaterschauspielerin.

## Wirken
Hünlich kam mit ihrer Familie während der Luftangriffe Mitte Februar 1945 nach Dresden, wo sie nach Kriegsende ihre Schauspielausbildung absolvierte.
Zunächst trat sie am Staatstheater Dresden auf. Weitere Engagements hatte sie in Zwickau, Bautzen und Halle. 1953 verließ sie die Deutsche Demokratische Republik und spielte an verschiedenen Theatern in Nordrhein-Westfalen.
Erstmals am Theater Regensburg trat sie in der Rolle der „Gräfin Orsina“ in Lessings Emilia Galotti auf, für das sie nach einem Gastspiel einen Stückvertrag für vier Jahre vom damaligen Intendanten Walter Storz erhielt. Nach einem Zwischenspiel an der Bühne in Rheydt wurde sie mit ihrem Mann Joschi Hermann von Volker von Collande 1966 fest nach Regensburg geholt. Bis 2002 war sie festes Ensemblemitglied des Theaters Regensburg unter sechs verschiedenen Intendanten und galt als „Grande Dame“ des Theaters. Ihr Bühnendebüt als fest engagierte Schauspielerin in Regensburg hatte sie in Maria Stuart von Friedrich Schiller. In Der Besuch der alten Dame von Friedrich Dürrenmatt spielte sie die Hauptrolle der „Claire Zachanassian“. In Michael Bleiziffers Inszenierung von Edward Bonds Gesellschaftsdrama Sommer (Originaltitel: Summer) spielte sie 1987 die Rolle der todkranken „Marthe“. Ihre persönliche Lieblingsrolle war die der „Isobell Campell“ in Jerome Kiltys Gelieber Lügner (Originaltitel: Dear Liar: A Comedy of Letters). Noch im hohen Alter war sie 1996 bis 1999 in Bleiziffers Inszenierung von Goethes Faust I als Theaterdirektor und als Oberhexe zu sehen. Angebote anderer Bühnen lehnte sie nach ihrer Anstellung in Regensburg stets ab, ebenso wie das Angebot einer Abschiedsrolle. Auch nach ihrer Pensionierung hatte sie noch Gastrollen, musste aber 2003 aufgrund gesundheitlicher Probleme die aktive Schauspielerei aufgeben. Insgesamt war sie zahlreichen klassischen wie modernen Rollen zu sehen.
Hünlich lebte zuletzt im Kursana-Seniorenheim in Lappersdorf. Sie starb im Alter von 86 Jahren. Ihr Leichnam wurde auf dem Dreifaltigkeitsbergfriedhof beigesetzt.

## Auszeichnungen
- 2007: Kulturpreis der Stadt Regensburg für ihr Lebenswerk[8]
- Ehrenpreis der Theaterfreunde Regensburg[9]